# فندق الهاشمي (القدس)
فندق الهاشمي هو فندق يقع في سوق خان الزيت في قلب البلدة القديمة في القدس. يعود مبنى الفندق إلى عام 1740، حيث رُمِمَ لأول مرة عام 1982، وأُعيد تجديده ثانيًة في عام 1993، ثم جُدّد أخيرًا في عام 2013. بُنيَ المبنى على طراز العمارة المملوكية، وكان يسمى قديمًا باسم «زهرة القدس».

## بناؤه
يتكون المبنى المملوكي من أربعين غرفة ويستقبل الزوار من جميع أنحاء العالم، وهو جزء من وقف العالم المقدسي الشيخ محمد الخليلي. ما يميزه هو إطلالته على البلدة القديمة حيث يزورها الناس بشكل مخصوص لالتقاط الصور ورؤية الإطلالة البهية لقبة الصخرة من شرفته، وموقعه، حيث يقع بالقرب من بعض الأماكن المقدسة، مثل: طريق الآلام، وحائط البراق، وجبل الزيتون، وكنيسة القيامة، والمسجد الأقصى. ووفقًا لمدير الفندق أشرف سلهب فإن مالكي الفندق بذلوا جهودًا مضنية في أواخر تسعينيات القرن الماضي لإنقاذه من قرار إسرائيلي بهدمه ضمن مساعي الاحتلال للإضرار بالسياحة الفلسطينية.